# Xystrota vitticostata
Xystrota vitticostata är en fjärilsart som beskrevs av W. Warren 1906. Xystrota vitticostata ingår i släktet Xystrota och familjen mätare. Inga underarter finns listade i Catalogue of Life.